# Magic 8-Ball

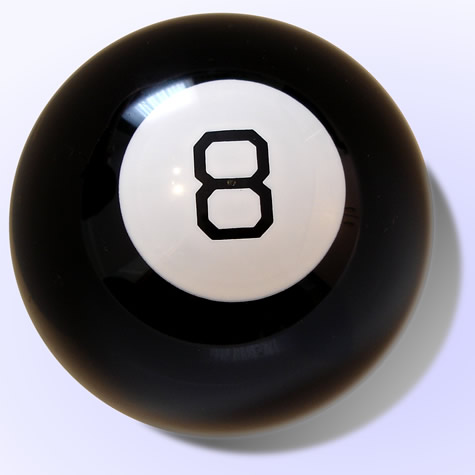
Magic 8-Ball

La Magic 8-Ball (en español "Bola 8 Mágica") es una esfera de plástico, con aspecto de bola ocho, que se utiliza para adivinar o pedir consejo. Fue inventada en 1946 por Albert C. Carter y Abe Bookman y actualmente es fabricada por Mattel. El usuario hace una pregunta sí-no a la bola, y luego la gira para revelar una respuesta en una ventana de la bola.

## Diseño
La Magic 8-Ball es una esfera de plástico con la misma apariencia que una bola 8 de billar. En el interior se halla un depósito cilíndrico que contiene un dado blanco de plástico con forma icosaédrica flotando en una tinta de color azul oscuro disuelta con alcohol. El dado está hueco y presenta aperturas en cada cara, para que el fluido entre dentro de él, esto le proporciona la mínima flotabilidad. Cada una de las 20 caras del dado tiene impresa con letras en relieve una frase afirmativa, negativa o neutra. La bola 8 tiene una “ventana” transparente en la parte superior a través de la cual se puede leer dichos mensajes.
Para usar la bola lo primero que hay que hacer es colocarla boca abajo. Después de "preguntar a la bola" una pregunta que se pueda responder con un simple sí o no, el usuario debe girar la bola colocando la ventana hacia arriba, así se pone en movimiento el líquido que se halla en su interior. Cuando el dado flota en la parte superior y una de sus caras está presionada contra la ventana, las letras en relieve desplazarán la tinta azul revelando un mensaje, que aparece con letras blancas sobre fondo azul. Al contrario de lo que se cree popularmente, no es necesario (ni recomendable) agitar la bola antes de girarla, ya que al hacerlo se crean burbujas de aire que distorsionan el mensaje.

## Respuestas estándar
Una Bola 8 Mágica estándar tiene 20 respuestas posibles, incluyendo 10 respuestas afirmativas (●), 5 respuestas no comprometidas (●), y 5 respuestas negativas (●).
| ● Es cierto. ● Es decididamente así. ● Sin lugar a dudas. ● Sí, definitivamente. ● Puedes confiar en ello. | ● Como yo lo veo, sí. ● Lo más probable. ● Perspectiva buena. ● Sí. ● Las señales apuntan a que sí. | ● Respuesta confusa, vuelve a intentarlo. ● Vuelve a preguntar más tarde. ● Mejor no decirte ahora. ● No se puede predecir ahora. ● Concéntrate y vuelve a preguntar. | ● No cuentes con ello (aparece en Toy Story). ● Mi respuesta es no. ● Mis fuentes dicen que no. ● Las perspectivas no son muy buenas. ● Muy dudoso. |

## Patente
- U.S. Patent 3,119,621 — Magic 8-Ball ca. 1964